# Avi Ran
Avi Ran (* 25. August 1963; † 11. Juli 1987 im See Genezareth bei Tiberias) war ein israelischer Fußballspieler auf der Position des Torwarts. Ran galt als einer der besten Spieler Israels und sah einer erfolgversprechenden Zukunft entgegen, als er durch einen Unfall ums Leben kam.

## Fußballkarriere
Ran gewann mit seinem Heimatverein Maccabi Haifa zweimal die israelische Meisterschaft. In der Saison 1985/86 stellte er einen Rekord auf, als er nur 18 Gegentore in 30 Saisonspielen kassierte. Deshalb wurde er im selben Jahr „Fußballer des Jahres“ in Israel. Zudem war er Torhüter der israelischen Nationalmannschaft.

## Der Unfall
Am 11. Juli 1987 feierte Maccabi Haifa am See Genezareth. Avi Ran war zu einem Badeausflug aufgebrochen und wurde beim Baden am „Guy“-Strand von Tiberias von einem Schnellboot erfasst, wodurch er starb. Zu seiner Beerdigung sollen über 14.000 Anhänger des Vereins gekommen sein.